# Jan Luiten van Zanden
Jan Luiten van Zanden (IJmuiden, 15 november 1955) is een Nederlandse economisch historicus.

## Carrière
In 1981 studeerde Van Zanden cum laude af in de economie aan de Vrije Universiteit Amsterdam. Hij promoveerde in 1985 aan de Landbouwhogeschool in Wageningen op het proefschrift De economische ontwikkeling van de Nederlandse landbouw in de negentiende eeuw, 1800-1914.
Na zijn promotie werkte hij twee jaar aan de Erasmus Universiteit Rotterdam. Van 1987 tot en met 1993 was hij hoogleraar economische en sociale geschiedenis aan de Vrije Universiteit Amsterdam. In 1992 werd hij benoemd tot hoogleraar in de geschiedenis aan de Universiteit Utrecht en sinds 2009 is hij aldaar faculteitshoogleraar economische en sociale geschiedenis. Daarnaast is hij in 2010 (voor een periode van vijf jaar) tot honorair hoogleraar benoemd aan de Rijksuniversiteit Groningen op de Maddison-leerstoel. Van 2011 tot en met 2013 was hij honorair hoogleraar aan de Universiteit Stellenbosch.
Hij hield zich met name bezig met de economische geschiedenis van Nederland in de negentiende en twintigste eeuw, maar ook met de economische geschiedenis van Indonesië, met de geschiedenis van de Rabobank en die van Royal Dutch Shell. In 2003 ontving hij de Spinozapremie. Van 2009 tot 2012 was hij president van de International Economic History Association.

## Eerbewijzen en functies
In 2003 werd hem de Spinozapremie toegekend door NWO, onder andere voor "het internationaal op de kaart zetten van de complete Nederlandse economische geschiedenis en voor het voortreffelijk leiden van grote onderzoeksprojecten". In 1997 werd hij lid van de KNAW (Koninklijke Nederlandse Akademie van Wetenschappen) waar hij van 2011 tot en met 2016 Akademiehoogleraar was.
Hij was in 2009 president van het organisatiecomité van het vijftiende World Economic History Congress 2009 in Utrecht. In 2014 ontving hij de Pierson Penning en in 2016 werd hij lid van de Academia Europaea.

## Publicaties (selectie)
- Dochters van Lucy: De geschiedenis van de vrouw-manverhouding vanaf de eerste vrouw, Amsterdam: Prometheus, 2024.
- met Bas van Leeuwen: 'China as a nation', in: Steven Brakman, Charles van Marrewijk, Peter Morgan & Nimesh Salike (Eds.), China in the Local and Global Economy - History, Geography, Politics and Sustainability, London and New York: Routledge, 2019.
- met Gerarda Westerhuis: "Four Hundred Years of Central Banking in the Netherlands, 1609-2016", in: Sveriges Riksbank and the History of Central Banking, Cambridge and New York: Cambridge Univerity Press, 2018.
- met Pim de Zwart: The Origins of Globalization. World Trade in the Making of the Global Economy 1500-1800, Cambridge Univerity Press, 2018.
- Bas van Leeuwen en Y. Xu: 'Urbanization in China, ca. 1100–1900', Frontiers of Economics in China (FEC) 13 (3), pp. 322-368.
- met Auke Rijpma en Jan Kok (editors): Agency, Gender and Economic Development in the World Economy 1850-2000 - Testing the Sen Hypothesis, London and New York: Routledge, 2017.
- met Malinowski, Mikolaj: 'Income and its distribution in preindustrial Poland', Cliometrica 11 (3), pp. 375–404.
- met Kees Klein Goldewijk en Stefan Dekker: 'Per-capita estimations of long-term historical land use and the consequences for global change research', Journal of Land Use Science 12 (5), pp. 313-337.
- met D. Ma: 'What Makes Maddison Right. Chinese Historic Economic Data', World Economics 18 (3), pp. 203-214.
- met Alexandra de Pleijt: 'Accounting for the “Little Divergence”: What drove economic growth in pre-industrial Europe, 1300–1800?', European Review of Economic History 20 (4), pp. 387-409.
- met Leticia Arroyo Abad: 'Growth under Extractive Institutions? Latin American Per Capita GDP in Colonial Times', The Journal of Economic History 76 (4), pp. 1182-1215.
- met Maarten Prak: Nederland en het Poldermodel. Sociaal-economische geschiedenis van Nederland 1000-2000, Amsterdam: Bert Bakker, 2013.
- met Daan Marks: An Economic History of Indonesia 1800-2010, London: Routledge, 2012 (ook vertaald in het Indonesisch)
- The Long Road to the Industrial Revolution. The European Economy in a Global Perspective, 1000-1800. Leiden, Brill Publishers, 2009.
- met Stephen Howarth, Joost Jonker, Keetie Sluyterman: A History of Royal Dutch Shell, 4 delen, Amsterdam, Boom Publishers/Oxford University Press, 2007
- met Tine de Moor: Vrouwen en de geboorte van het kapitalisme in West-Europa, Amsterdam: Boom Publishers, 2006.
- met A. van Riel: The Strictures of Inheritance. The Dutch Economy in the Nineteenth Century, Princeton University Press, 2004
  - Nederlandse uitgave: Nederland 1780-1914. Staat, instituties en economische ontwikkeling. Amsterdam, Balans, 2000.
- met J.-P. Smits, E. Horlings: Dutch GNP and its Components, 1800-1913, Groningen; Growth and Development Centre, 2000, Online
- met Keetie Sluyterman, Joost Dankers, Jos van der Linden: Het Coöperatieve Alternatief. Honderd Jaar Rabobank 1898-1998, Den Haag, 1998.
- met Lee Soltow: Income and Wealth Inequality in the Netherlands 1500-1990, Het Spinhuis; Amsterdam, 1998.
- The economic history of the Netherlands in the 20th century. Routledge; London, 1997
  - Nederlandse vertaling: Een klein land in de lange twintigste eeuw. Utrecht: Het Spectrum, 1997.
- met Wybren Verstegen: Groene Geschiedenis van Nederland, Utrecht: Het Spectrum, 1993.
- Arbeid tijdens het handelskapitalisme. Een nieuwe interpretatie van de opkomst en de achteruitgang van de economie van Holland, 1350-1850. Bergen, 1991.
  - Engelse vertaling: The Rise and Decline of Holland's economy. Merchant Capitalism and the Labour Market. Manchester University Press, 1993.
- met P. Boomgaard: Food crops and arable land, Java 1815-1942, Changing Economy in Indonesia, Band 10, Royal Tropical Institute; Amsterdam, 1990.
- met R. T. Griffiths: Economische geschiedenis van Nederland in de twintigste eeuw, Het Spectrum; Utrecht, 1989.
- De industrialisatie in Amsterdam 1825-1914, Octavo: Bergen, 1987.
- De economische ontwikkeling van de Nederlandse landbouw in de negentiende eeuw, 1800-1914. Wageningen, 1985 (proefschrift)
  - Engelse uitgave: The Transformation of European Agriculture in the 19th Century: The Case of the Netherlands, VU University Press, 1994.